# Brežnjička utvrda
Brežnjička utvrda je srednjovjekovna utvrda u Mađarskoj u Šomođskoj županiji. Nalazi se iznad sela Brežnjice.
Prvi se put spominje 1406. godine, kada je kralj Žigmund Luksemburški dao Lovri Brežnjičkom sinu Jurja (Berzenczei Lóránd fia Györgynek) dvorac i posjed zbog njegovih usluga.
Godine 1468. ga je dobio Juraj Forster (Forster György) i obnovio. Godine 1473. se u dokumentima spominje "castellum et fortelitium Berzencze". Godine 1490. ga je smrću Jurja Forstera naslijedila je "castrum facie u poss. Berzencze" njegova udovica Jelena. Godine 1594. ga je nakon turskih osvajanja Juraj IV. Zrinski uspio nakratko vratiti iz turskih ruku.